# Mysidopsis
Mysidopsis (лат.) — род ракообразных семейства Mysidae из отряда Мизиды.
Чувствительность этих креветок к качеству воды делает их пригодными для биопроб. Mysidopsis bahia и Mysidopsis almyra, которые часто используются для тестирования пестицидов и других токсичных веществ, теперь классифицируются как Americamysis bahia и Americamysis almyra.

## Описание
Представители рода отличаются от других мизид следующими признаками: экзоподит 4-го плеопода самца заканчивается одиночной толстой длинной шиповидной щетинкой; тельсон обычно короткий, усеченный или округлый, редко расщепленный на вершине, без апикальных перистых щетинок; боковые края обычно шиповатые, иногда невооруженные. Антенны с ланцетовидными чешуйками, по всему периметру щетинистые. Плеоподы самцов двуветвистые, 1-я пара с многочлениковым экзоподом и неразделённым эндоподом, 2-5-я пары с многочлениковыми экзоподом и эндоподом; экзопод 4-го плеопода удлинён с видоизмененными щетинками. Первый переопод (ходильная нога) имеет хорошо развитый экзопод (внешняя ветвь), карпопроподы эндопода (внутренняя ветвь) с 3-й по 8-ю ветвь переопод делится на подсегменты, и на эндоподе уропод (задних придатках) есть статоцисты.

## Классификация
Род Mysidopsis был впервые выделен в 1864 году норвежским морским биологом и зоологом Георгом-Оссианом Сарсом (1837—1927) и включает представителей, обитающих на прибрежных глубинах и литорали (на глубине от 1 до 300 м), с длиной тела от 3 до 20 мм.
- Mysidopsis abbreviata Wittmann & Griffiths, 2018[11]
- Mysidopsis acuta Hansen, 1913
- Mysidopsis angusta G.O. Sars, 1864
- Mysidopsis ankeli Brattegard, 1973
- Mysidopsis arenosa Brattegard, 1974
- Mysidopsis badius Modlin, 1987
- Mysidopsis bispinosa O. Tattersall, 1969
- Mysidopsis bispinulata Brattegard, 1974
- Mysidopsis brattegarti Bacescu & Gleye, 1979
- Mysidopsis brattstroemi Brattegard, 1969
- Mysidopsis buffaloensis Wooldridge, 1988
- Mysidopsis cachuchoensis San Vicente, Frutos & Sorbe, 2012[12]
- Mysidopsis californica W. Tattersall, 1932
- Mysidopsis camelina O. Tattersall, 1955
- Mysidopsis cathengelae Gleye, 1982
- Mysidopsis coelhoi Bacescu, 1968
- Mysidopsis coralicola Bacescu, 1975
- Mysidopsis cultrata Brattegard, 1973
- Mysidopsis didelphys (Norman, 1863)
- Mysidopsis eclipes Brattegard, 1969
- Mysidopsis eremita O. Tattersall, 1962
- Mysidopsis furca Bowman, 1957
- Mysidopsis gemina Price, Heard & Vargas, 2019[13]
- Mysidopsis gibbosa G.O. Sars, 1864
- Mysidopsis hellvillensis Nouvel, 1964
- Mysidopsis iluroensis San Vicente, 2013
- Mysidopsis indica W. Tattersall, 1922
- Mysidopsis intii Holmquist, 1957
- Mysidopsis japonica Ii, 1964
- Mysidopsis juniae da Silva, 1979
- Mysidopsis kempi W. Tattersall, 1922
- Mysidopsis kenyana Bacescu & Vasilescu, 1973
- Mysidopsis lata Bravo & Murano, 1996
- Mysidopsis major (Zimmer, 1928)
- Mysidopsis mathewsoni Brattegard, 1969
- Mysidopsis mauchlinei Brattegard, 1974
- Mysidopsis mortenseni W. Tattersall, 1951
- †Mysidopsis oligocenica De Angeli & Rossi, 2006 (Mysidopsis oligocenicus)[14]
- Mysidopsis onofrensis Bacescu & Gleye, 1979
- Mysidopsis rionegrensis Hoffmeyer, 1993
- Mysidopsis robusta Brattegard, 1974
- Mysidopsis robustispina Brattegard, 1969
- Mysidopsis sankarankuttyi Bacescu, 1984
- Mysidopsis schultzei (Zimmer, 1928)
- Mysidopsis scintilae dos Reis & da Silva, 1987
- Mysidopsis similis (Zimmer, 1912)
- Mysidopsis suedafrikana O. Tattersall, 1969
- Mysidopsis surugae Murano, 1970
- Mysidopsis tortonesei Bacescu, 1968
- Mysidopsis velifera Brattegard, 1973
- Mysidopsis virgulata Brattegard, 1974
- Mysidopsis zsilaveczi Wittmann & Griffiths, 2014[15]